# Paul Sauvage
Paul Henri Joseph Sauvage (* 17. März 1939 in La Souterraine/Département Creuse; † 17. Dezember 2019 in Bordeaux) war ein französischer Fußballspieler.

## Werdegang
Der Stürmer begann in einem Verein aus Guéret mit dem Fußballspielen, wo er zum A-Jugend-Nationalspieler wurde und mit Frankreich beim UEFA-Juniorenturnier 1957 den dritten Rang belegte. Anschließend schloss er sich dem Limoges FC an, für den er 1957/58 in der zweiten und von 1958 bis 1960 in der ersten Division spielte. Dann holte ihn Stade Reims, das gerade wieder Meister geworden war, in die Champagne. Dieser Wechsel war dem Verein 350.000 neue Francs und damit die bis dahin höchste Ablösesumme seiner Geschichte wert; Sauvage sagte später selbst, die damit verbundenen Erwartungen seien für ihn „eine Nummer zu groß“ gewesen. In seiner ersten Saison im Kreise großer Namen wie Kopa, Fontaine, Piantoni, Vincent, Glovacki, Rodzik, Colonna, Leblond, Muller, Wendling und Siatka kam er erst in der Rückrunde zu Einsätzen, wurde aber dennoch schon im März 1961 auch erstmals in die Nationalelf berufen. 1961/62, insbesondere wegen Fontaines schwerer Verletzung, hatte er sich endgültig einen Stammplatz erkämpft und gewann am Saisonende seinen ersten Meistertitel. Ein Jahr später wurde er mit den Rémois Vizemeister; in dieser Saison stand er auch in den vier Spielen des europäischen Meisterpokals auf dem Platz, wobei er beim Hinspiel-2:3 beim FK Austria Wien beide Reimser Treffer erzielte. In der Équipe tricolore fand er aber nur sporadisch Berücksichtigung.
Am Ende der Saison 1963/64 folgte Reims’ Absturz in die Zweitklassigkeit. Paul Sauvage, der seine Vollstreckerqualitäten bei diesem Klub nur andeutungsweise hatte zur Geltung bringen können – in vier Jahren gelangen ihm in den Punktspielen lediglich 22 Treffer –, wechselte daraufhin zu US Valenciennes. Mit den Nordfranzosen, bei denen er wieder häufiger das gegnerische Tor traf, wurde er 1965 Meisterschaftsdritter – dann beendete eine komplizierte Knieverletzung die Profikarriere des erst 26-jährigen Angreifers abrupt.
Von 1967 an konnte er immerhin wieder im Amateurbereich spielen (bis 1970 in Castets-en-Dorthes nahe Langon, anschließend noch zwei Jahre bei seinem alten Verein in Limoges). Parallel dazu fand er seinen neuen Broterwerb als Vertreter für Pharmazeutika.

## Palmarès
- Französischer Meister: 1962 (und Vizemeister 1963)
- insgesamt 191 Erstligaeinsätze (52 Tore) von 1958 bis 1965, davon 63/15 für Limoges, 99/22 für Reims und 29/15 für Valenciennes
- 4 Einsätze (2 Tore) im Europapokal der Landesmeister (1962/63, mit Reims)
- 6 A-Länderspiele (kein Treffer) für Frankreich zwischen März 1961 und April 1965, davon fünf in seiner Zeit bei Reims, eins für US Valenciennes